# Uchtdorf
Uchtdorf is een plaats en voormalige gemeente in de Duitse deelstaat Saksen-Anhalt, en maakt deel uit van de Landkreis Stendal.
Uchtdorf telt 292 inwoners.